# Odysseas Androutsos
Odysseas Androutsos (in greco Οδυσσέας Ανδρούτσος?, nato Odysseas Verousis, Οδυσσέας Βερούσης) (Itaca, 1788 – Atene, 1825) è stato un patriota e militare greco.
Mercenario al soldo del condottiero albanese Alì Pascià di Tepeleni, tornò in Grecia allo scoppio della guerra d'indipendenza. Successe ad Athanasios Diakos (1821) alla guida degli insorti delle Termopili. Grazie alle sue tempestive azioni mise in fuga gli Ottomani dall'Attica.